# Румен Петков (политик)
Вижте пояснителната страница за други личности с името Румен Петков.
Румен Йорданов Петков е български политик от партията Алтернатива за българско възраждане (до 2014 година – от Българската социалистическа партия).
Румен Петков е народен представител (2001 – 2005 в XXXIX НС; 2005 и 2008 – 2009 в XL НС; 2009 – 2013 в XLI НС), кмет на Плевен (1995 – 1999), член на БСП – до 7 март 2014 г., когато е изключен от партията поради това, че е сред основателите на партия АБВ, чийто идеолог е президентът на република България Георги Първанов (2002 – 2012). Румен Петков членува в масонското общество. Той е министър на вътрешните работи на България в правителството на тройната коалиция от август 2005 година. След множеството скандали, уличаващи Румен Петков в недопустими прояви, включително заплахи към журналисти и използване на авторитета на заеманата от него длъжност за осигуряване на протекции на лица свързани с т.нар. „сенчести групировки“, подава оставка и неговият мандат е прекратен на 24 април 2008 г.
От 19 май 2018 година Петков е председател на „Алтернатива за българско възраждане“.

## Биография
Румен Петков е роден на 23 юни 1961 г. в Плевен. Учи в Математическа гимназия „Гео Милев“ в града и в Пловдивския университет „Паисий Хилендарски“ във факултета по математика. Специализира в Икономическия институт в Свищов. Румен Петков е женен за Галина Илиева Петкова и има двама сина: Богдан (р. 1991) и Филип (р. 1997).

## Политическа кариера
От 1995 до 1999 г. е кмет на Плевен. По това време срещу Румен Петков са заведни четири досъдебни производства – за стопански престъпления и за хулиганство, но са прекратени. Едно от тях, по обвинение за хулиганство, е спряно заради депутатския му имунитет, а по-късно е окончателно прекратено от Марияна Борисова, прокурор във Върховна касационна прокуратура.
През 1999 г. става секретар по коалиционната политика на БСП, а от 2001 г. е заместник-председател на Висшия съвет на БСП. Румен Петков е председател на Националния предизборен център на БСП по време на изборите за президент, местни органи и парламент. Депутат е в XXXIX и XL народно събрание. От август 2005 е министър на вътрешните работи.
Петков е русофил.

## Министър на вътрешните работи в правителството на тройната коалиция

### Обществен съвет към МВР
Още в началото на мандата си като вътрешен министър Румен Петков обявява намерението си да създаде обществен съвет към Министерството на вътрешните работи, в който да влязат генерали от бившата Държавна сигурност и ръководители на МВР отпреди 1989 г. След остра реакция от страна на опозицията, и натиск от ЕС и САЩ, съветът е разпуснат.

## Скандали

### Предупреждение срещу журналист от БНР заради въпрос
На 17 януари 2007 в Гюргево, Румъния, след края на съвместна пресконференция на българския министър на вътрешните работи Румен Петков и румънския му колега, журналистка от Българското национално радио (БНР) пита българския министър дали ще бъде възстановен на работа отстраненият шеф на Жандармерията Живко Живков, след като прокуратурата е обявила, че не намира материали за извършено от него нарушение. Според Mediapool.bg Румен Петков тогава казва, че въпросът „ни излага пред румънците“. Няколко дни по-късно журналистката получава последно предупреждение за уволнение подписано от директора на БНР Поля Станчева (впоследствие общински съветник в София от партия ГЕРБ), с мотива, че такъв въпрос зададен в чужбина „уронва престижа на България пред международните институции“. По-късно предупреждението е отменено. Станчева отхвърля обвиненията за оказване на външен натиск върху БНР.

#### Румен Петков срещу Би Би Си
Критици на Румен Петков го обвиняват за неговата и на подвластното му МВР реакция в отговор на журналистическо разследване на Би Би Си за канал за трафик на деца от България. Когато британската медия пуска в ефир репортажа си, Румен Петков, използвайки каналите за обмен на информация на българското МВР с Интерпол, се сдобива и разпространява публично лична информация за част от екипа, провел разследването. Юристи намират основание да обявят тези действия за неправомерни.

#### Охрана на Маджо
През юни 2007 МВР осигурява безпрецедентен кортеж и охрана на Младен Михалев – Маджо от бившата СИК, който се явява в съда като свидетел. Това предизвиква скандал и дори министър-председателят Сергей Станишев изказва мнение, че охраната е била твърде демонстративна и че случаят прави лошо впечатление. Докато тече заседанието на съда, полицаи пребиват фоторепотер от в. „Експрес“, който се опитал да снима подкрепленията на МВР в двора на Съдебната палата. Подкомисия към комисията за вътрешен ред към Народното събрание разследва случая с охраната и Татяна Дончева (БСП), член на комисията, заявява: „СИК вече присъства във властта, но аз ще попитам дали само с един министър“.

#### „Аз бели чорапи просто нямам“
След многобройни скандали, свързани с дейността на Румен Петков като вътрешен министър, той определя твърденията за неговите приятелски връзки със знаковата фигура от групировката СИК Младен Михалев – Маджо като активно мероприятие и лъжа, която е толкова вярна, колкото и написаното във вестник, че „носи бели чорапи“. Румен Петков най-отговорно и в качеството си на вътрешен министър заявява „Аз бели чорапи просто нямам“. В разгара на скандала излиза снимка на фотографката Надежда Чипева от партиен форум в НДК, на който Румен Петков е с (мръсно) бели чорапи.
След подаването на оставка като вътрешен министър, Румен Петков завежда тъжба и граждански иск в размер на 5000 евро срещу германския журналист Юрген Рот за „клевета и уронване на доброто име“, тъй като в публицистичното изследване „Новите демони“ на германския журналист има твърдения за връзките между властта и организираната престъпност в България, и в частност на Румен Петков с фигури от т.нар. „сенчест бизнес“. Гражданският иск е отхвърлен по-късно от съда.

## Оставка
В началото на 2008 в Министерството на вътрешните работи се разразява скандал, от който става ясно, че висши офицери от полицията са предавали поверителна информация и са проваляли операции на МВР срещу организираната престъпност.
Скандалът започва на 13 март, когато депутатът от „Демократи за силна България“ Атанас Атанасов внася при главния прокурор Борис Велчев сигнал с данни от подслушани разговори, че заместник-директорът на ГДБОП Иван Иванов получава пари и подаръци от бизнесмени срещу информация за разследвания и проверки срещу тях. На 17 март е арестуван Иван Иванов, а на 25 март е задържан и бившия главен секретар на МВР Илия Илиев, в обвинение за незаконно подслушване на Иван Иванов.
След изслушване на бившия директор на ГДБОП Ваньо Танов от Парламентарната комисия по вътрешна сигурност и обществен ред, става ясно, че министърът на вътрешните работи фигурира в подслушаните разговори. Самият Румен Петков съобщава, че се е срещал с „оперативно интересни лица“ (т.нар. „братя Галеви“), за които съществуват подозрения, че се занимават с производство и контрабанда на синтетични наркотици.
Проблемите във властта предизвикват остри критики от страна на САЩ и ЕС, които настояват за спешни мерки в борбата с корупцията и организираната престъпност по високите етажи на властта.
На 11 април е гласуван вот на недоверие към правителството, заради „обвързаността на управляващите с организираната престъпност“, който е отхвърлен от Народното събрание.
На 13 април 2008 Румен Петков подава оставката си, като министър на вътрешните работи, която е приета от министър-председателя Сергей Станишев.

### 2008 –
Въпреки многобройните скандали в МВР, завършили с подаването на оставка от поста вътрешен министър на Румен Петков през 2008 година, той е предложен и избран за депутат от БСП в XLI народно събрание.
На 25 ноември 2009 г. се съобщава, че името на Румен Петков фигурира в списък с имена в телефона на Красьо Черния.
На 7 март 2014 Националният съвет на Българската социалистическа партия изключва Румен Петков от БСП заедно с Георги Първанов, Евгений Желев, Росица Янакиева, Ивета Станкова-Пенкова и други членове на НС на БСП.
Водач е на листата на „Алтернатива за българско възраждане“ (АБВ) в Шумен за парламентарните избори на 5 октомври 2014 г., но не е избран за народен представител.

## Семейство
Брат на Румен Петков е генерал Володя Цветанов, който работи последователно като главен инспектор на Министерството на отбраната и военно аташе в Киев. През 2011 г. Володя Цветанов е отзован като военно аташе в Киев поради доказване на принадлежността му към бившата Държавна сигурност.